# 鈴木茉莉
鈴木 茉莉（すずき まり、1997年6月12日 - ）は、静岡県出身の日本人の女子柔道選手である。階級は48kg級。身長145cm。血液型はO型。段位は初段。組み手は右組み。得意技は背負投。

## 経歴
柔道は5歳の時に柔清会で始めた。小学校5年の時に全国小学生学年別柔道大会の40kg級で3位になった。6年の時には45kg級に出場するが、決勝トーナメント1回戦で敗れた。藤枝順心中学3年の時には全国中学校柔道大会44kg級で2位になった。藤枝順心高校に進むと、1年の時には全日本カデにおいてオール一本勝ちの優勝を飾った。続く世界カデでも優勝した。試合後には、「外国人選手対策を積み、勝ててよかった。今後はオリンピックや世界選手権で結果を残せる選手になりたい」と語った。しかし、全日本ジュニアでは計量で失格したために強化指定選手を外された。2年の時には全日本カデで2連覇を達成して復帰した。インターハイは48kg級に出場するが、初戦で埼玉栄高校2年の常見海琴に敗れた。全日本ジュニアでは7位にとどまった。3年の時にはインターハイの初戦で前年に続いて常見に敗れた。2016年には山梨学院大学へ進学した。

## 戦績
- 2008年 -　全国小学生学年別柔道大会　3位(40kg級)

44kg級の戦績
- 2011年 -　全国中学校柔道大会　2位
- 2013年 -　全日本カデ　優勝
- 2013年 -　ドイツカデ国際　優勝
- 2013年 -　世界カデ　優勝
- 2014年 -　全日本カデ　優勝
- 2014年 -　全日本ジュニア 7位(48kg級)

(出典、JudoInside.com)。